# Пинетина (Новара)
Пинетина је насеље у Италији у округу Новара, региону Пијемонт.
Према процени из 2011. у насељу је живело 14 становника. Насеље се налази на надморској висини од 341 м.